# Document no.7
A szócikk címe technikai okok miatt pontatlan. A helyes cím: document #7.
A document #7 EP a Pg. 99 második nagyobb lemeze, bár még nem nagylemez, és a diszkográfiájukban a hetedik helyet foglalja el.

## Lemez nyomási adatai
2002 Magic Bullet Records MB24:
- Első nyomás: 540db fekete lemez
- Második nyomás: 550db márvány levendula színű lemez [halott link]
- Harmadik nyomás: 200 db számozott lemez kézzel készült borítóval [halott link]
- Negyedik nyomás: 100 db kék lemez, 500db fekete lemez [halott link]

## Számok listája
1. living in the skeleton of a happy memory (7:50)
2. del mundo lleno de rocio (1:18)
3. the mangled hand (4:05)
4. love goes tisk… tisk… tisk… (1:08)
5. a sonnet to both ugly and murderous (11:01)